# Idiocerus lambertiei
Idiocerus lambertiei är en insektsart som beskrevs av Melichar 1913. Idiocerus lambertiei ingår i släktet Idiocerus och familjen dvärgstritar. Inga underarter finns listade i Catalogue of Life.